# Fiberliljesläktet
Fiberliljesläktet är ett släkte i familjen dagliljeväxter med två arter från Nya Zeeland och Norfolkön.
Fiberliljorna är stora, städsegröna fleråriga örter med krypande jordstammar. Bladen är smala och svärdlika, de är vikta mot basen med flera fina, längsgående strimmor. Blomställningen är hög med högblad som döljer blommornas blomskaft. Blomstjälkarna är sammanväxta vid basen. Själva blommorna är tvåkönade, zygomorfiska. Kalkbladen är sex och de liknar varandra, de är förenade vid basen till en blompip. Ståndarna är sex, utskjutande. Fruktämnet är översittande, trerummigt med flera fröämnen i varje cell. Frukten är en kapsel med många platta, glänsande svarta, nästan vingade frön.
Arterna skilja genom fruktkapslarna som är upprätta, trekantiga och mörka hos nyzeeländskt lin (P. tenax), medan fiberliljan (P. cookianum) har hängande, cylindriska och ljusa kapslar.